# Marcelo Bordon
Marcelo José Bordon (Ribeirão Preto, 7 de Janeiro de 1976) é um ex-futebolista brasileiro que atuava como zagueiro. Chegou a trabalhar como treinador em 2016, quando comandou o Rio Branco-SP.

## Carreira

### Início
Começou a carreira no São Paulo e logo adquiriu destaque no tricolor, tendo participado das conquistas da Copa Conmebol de 1994, da Copa Master da CONMEBOL em 1996 e do Campeonato Paulista de 1998.

### Stuttgart e Schalke 04
Sondado pelo futebol europeu, Bordon foi contratado pelo Stuttgart, da Alemanha, no final de 1999. Devido às boas atuações nos Die Roten, o zagueiro migrou para o Schalke 04 em julho de 2004, por 2,6 milhões de euros. Pelo clube de Gelsenkirchen, o brasileiro tornou-se ídolo e formou uma defesa sólida ao lado do sérvio Mladen Krstajić. Sempre jogando firme, seguro e tendo um papel de liderança, Bordon foi o capitão do time da temporada 2006–07 até o verão de 2010, quando deixou o clube.

### Al-Rayyan
Foi anunciado pelo Al-Rayyan, do Catar, no dia 5 de julho de 2010. No entanto, Bordon só jogou por uma temporada no clube e logo depois se aposentou. Por conta da sua idolatria no Schalke 04, o brasileiro realizou seu último jogo como profissional na Veltins-Arena.

## Seleção Nacional
Embora tenha disputado apenas um jogo pela Seleção Brasileira, foi convocado por Carlos Alberto Parreira e fez parte da equipe que conquistou a Copa América de 2004.

## Títulos

### Como jogador
São Paulo
- Copa CONMEBOL: 1994
- Copa dos Campeões Mundiais: 1995 e 1996
- Copa Master da CONMEBOL: 1996
- Campeonato Paulista: 1998

Stuttgart
- Copa Intertoto da UEFA: 2000 e 2002

Schalke 04
- Copa Intertoto da UEFA: 2004
- Copa da Liga Alemã: 2005

Seleção Brasileira
- Copa América: 2004

### Prêmios individuais
- Seleção da Bundesliga: 2004–05